# Lamazère
Lamazère är en kommun i departementet Gers i regionen Occitanien i sydvästra Frankrike. Kommunen ligger i kantonen Mirande som tillhör arrondissementet Mirande. År 2022 hade Lamazère 130 invånare.

## Befolkningsutveckling
Antalet invånare i kommunen Lamazère
Referens:INSEE